# Jacob Hübner
Jacob Hübner (Augsburg , 20 de junho de 1761 – Augsburg, 13 de setembro de 1826) foi um entomologista e botânico alemão. Ele foi o autor de Sammlung Europäischer Schmetterlinge (1796-1805), uma obra fundadora da entomologia.

## Carreira científica
Hübner foi o autor de Sammlung Europäischer Schmetterlinge (1796-1805), uma obra fundadora da entomologia. Ele foi um dos primeiros especialistas a trabalhar com os lepidópteros europeus. Ele descreveu muitas espécies novas, por exemplo Sesia bembeciformis e Euchloe tagis, muitas delas comuns. Ele também descreveu muitos novos gêneros e espécies.
Ele era um designer e gravador e, a partir de 1786, trabalhou por três anos como designer e gravador em uma fábrica de algodão na Ucrânia. Lá ele coletou borboletas e mariposas, incluindo descrições e ilustrações de algumas em Beiträge zur Geschichte der Schmetterlinge (1786-1790), juntamente com outras novas espécies do campo ao redor de sua casa em Augsburg.
A obra-prima de Hübner "Tentamen" foi concebida como um documento de discussão. Publicado inadvertidamente, levou a uma confusão subsequente na classificação. Suas publicações foram publicadas em seções, algumas após sua morte, muitas vezes sem datas de publicação associadas. Arthur Francis Hemming, secretário da Comissão Internacional de Nomenclatura Zoológica, resumiu todas as citações dos nomes taxonômicos propostos por Hübner, restringindo assim as possíveis datas de publicação levando à aceitação dos trabalhos de Hübner como publicações taxonômicas válidas.

## Publicações
- 1786–1790: Beiträge zur Geschichte der Schmetterlinge ["Contribuições para a história das borboletas"], Augsburg
- 1793: Sammlung auserlesener Vögel und Schmetterlinge, mit ihren Namen herausgegeben auf hundert nach der Natur ausgemalten Kupfern ["Coleção de pássaros e borboletas escolhidos, publicada com nomes incluídos em 100 gravuras em placas de cobre naturalmente coloridas"]
- 1796-1805: Sammlung Europäischer Schmetterlinge ["Coleção de borboletas europeias"]
- 1806: Tentamen determinis, digestionis atque denominationis singularum singularum stirpium Lepidopterorum, peritis ad inspiciendum et dijudicandum comunicatum ["Exame preliminar, uma tentativa de fixar, organizar e nomear as raças individuais de Lepidoptera para especialistas para exame e expressão de uma opinião"]
- 1806–1824: Geschichte europäischer Schmetterlinge ["História das borboletas europeias"]
- 1806–1834 (with C. Geyer and G.A.W. Herrich-Schäffer): Sammlung exotischer Schmetterlinge ["Coleção de borboletas exóticas"] (2 vols.), Augsburg
- 1816: Verzeichnis bekannter Schmetterlinge ["Diretório de borboletas conhecidas"], Augsburg.
- 1822: Systematisch-alphabetisches Verzeichnis aller bisher bey den Fürbildungen zur Sammlung europäischer Schmetterlinge angegebenen Gattungsbenennungen ["Diretório sistemático-alfabético de todos os nomes de gênero até então emitidos com as representações de borboletas européias"]. Augsburg: publicado pelo autor.